# Óleo de gérmen de trigo
O óleo de gérmen de trigo é um óleo extraído do gérmen de trigo; corresponde a apenas 2,5% do peso da semente. O óleo é especialmente rico em octacosanol, um composto que tem sido associado à diminuição do colesterol no plasma em seres humanos. O óleo é também o produto alimentar mais rico em vitamina E (255 mg/100g), excluindo os que são processados.